# ラストランカー
『ラストランカー』（LAST RANKER）はカプコンが2010年7月15日に発売したPlayStation Portable用RPGである。

## あらすじ
世界中の戦士の殆どである約10万人の戦士が所属する組織「戦候機構バザルタ」、通称「機構」が支配する世界。戦士達はランキングによって格付けされ、ランキング上位の者が「力」によって世界を統治していた。機構と関わりを持たず、カンタレラという集落の青年ジグは、ただ繰り返される儀式と伝統を守る生活に意味を見出せず、自分自身の価値を実感するため、故郷を捨てて機構へ入ることを決意する。

## 登場人物

### 主要人物
辺境の獅子 ジグ
声：神谷浩史
本作の主人公。カンタレラで儀式を繰り返すだけの生活に未来を見られず、変化を求め機構に所属しランカーになることを決意する。村で育ったため、少々世間知らずな面がある。また、自身に寄せられる恋愛感情には非常に鈍い。片手剣をメインの武器とし、サブの武器として短剣・篭手・盾・銃を扱う。服装は最初はカンタレラの民族衣装を着ていたが、機構に所属してからは機構の制服を着用し、アンチになってからも変わっていない。幼いころにイビノスに母を殺され、後にキバガミに父を殺されている。父を失った責任を感じ、他者との関わりを避けるようになった。
性格は上述の経歴もあり、他人との関わりは避けがちであり、普段からぶっきらぼうで無愛想であり、滅多に表情を変えることはない（ただし、決して笑えないわけではない）。ただし、思いやりがないわけではなく、強くなろうとする者を気遣う優しさもある。強さや力に固執し、何よりも最強になることを望んでいる。
ドネイ回廊での修練で追いつめられた際にランキング8位のタイロンにより助けられ、それ以降はタイロン一家の一員となる。タイロンの失踪によりタイロン一家が解散に追い込まれた後は、修練に励みつつ、アンチへと転向することになる。アンチと機構との戦いの末、七騎士を倒し、新七騎士の一員となる。カンタレラの王となりハースとともに最後の戦いに挑もうとしたが、この戦いでジグが死んでしまうことを危惧したハースに勝負を挑まれ、王とランキング1位が同一人物でも構わないと勝つ意気込みで受諾した。その後、辛くもハースに勝利しランキング1位、機構最強の戦士になった。
狂える剣獣 ファズ
声：中村悠一
ジグの親友であり、カンタレラの現族長の息子。武器は大剣であり、奥義は高速の突進から繰り出される斬撃「グランタスク」。服装は最初はカンタレラの民族衣装を着ていたが、ユーリの配下になってからはユーリの配下達が纏う青いコートを着用している。
性格はジグとは対照的に穏やかな人柄であり、カンタレラのことを何よりも誇りに思っている。しかし、内に秘めた激情はジグよりも強い。また、ユーリの配下になってからは冷酷な面を見せるようになり、ジグ達にも容赦なく襲い掛かった。
カンタレラの次期族長であり、親友ジグと共にカンタレラを守り継いでいこうとしていたが、ジグが部族を抜け、取り残される。その後、カンタレラがアンチと判断され、七騎士ユーリの襲撃を受け壊滅した際に、妹のミシーを誘拐された。このことからジグを裏切り者と考え、ユーリの配下となる。ジグと戦った際に助けを求め、アンチと機構の戦いの際にジグと和解する。その後、新七騎士の一員となる。
亡国の騎士皇 レン
声：井上麻里奈
機構を立ち上げた王家の1つであるサルバトーレ王家の末裔。凋落した王家を復興し、機構を正すために機構に入った。その際、ジグと共に宣誓を行ったため、ジグの同期にあたる。周囲からは「面倒くさい性格」と言われることがあり、レン本人も自覚している。武器は二刀流であり、奥義は分身を作り出し相手を切り刻む「金色冠」。
修練を行ううちに、七騎士ノーマや七騎士ユーリから命を狙われることになり、後にアンチと出会い、初めこそ迷いつつであったがアンチに所属し、機構と全面的に戦うことを決意した。周囲には「レン組」という女性達が常に取り巻いている。後に、新七騎士の一員となる。次第にジグに好意を抱くようになる。
マキス
声：羽多野渉
カンタレラを出て間もないジグに声をかけてきた謎の男。ピンク色の髪に色のついた眼鏡という奇抜な格好をしているが、本人はお洒落だと思っている。「ランキングブローカー」の1人であり、ジグに何かとアドバイスする。
機構の官吏であるウェルマーと親しく、ジグのランクを上げるため、特別な修練の情報を頻繁にジグに与えるようになる。ジグのランクを上げるためにはジグをタイロン一家に属させることも厭わない。アンチの一員であり、カンタレラの一族であるジグを仲間に入れるためにジグに近付いた。
鋼の侠客 タイロン
声：安元洋貴
バザルタの嫌われ者集団「タイロン一家」の長。ランキング8位であり、その実力は七騎士も一目置いている。ガンドア唯一の自治区であり最貧地区であるタイロン租界を統治する。武器は巨大なハンマーであり、奥義は相手を遥か上空に打ち上げ、落ちてきたところを吹き飛ばす「スターボマー」。
一般の住民からは嫌われているが、面倒見の良い親分でタイロン租界の住民や一部の商人からは人気がある。七騎士センゴクと戦った後、行方不明になる。それ以降はアンチに所属し、機構に勝利した後に新七騎士の一員となる。
運命を知る女 イゴリダ
声：豊口めぐみ
謎に包まれた隻眼の女剣士。アンチの主要人物で、七騎士もその動向を探っている。かつてノーマに身体を乗っ取られたことがあり、その際に機構の隠している事実を知ることになる。ノーマが自らの身体を如何わしいことに使おうとしたため、自殺しようとして短剣を喉元に突きたてようとしたが、ノーマに阻まれて目を突き隻眼となる。このことによりノーマの支配から解放された。後に新七騎士の一員となる。レンのジグへの恋心に気付いており、それをジグに伝え、ジグと話せるようにレンに用事を頼むなど、ジグの恋愛への鈍感さをからかう描写も窺える。
狙い知れずの射手 ガルガノ
声：福山潤
ジグがランカーとして相応の実力が付き始めた頃に遭遇する男。二丁拳銃の使い手。奥義は様々な種類の弾を発射し最後に相手を撃ちぬく「S.カラーズ」。元七騎士バルバロの息子である。
アンチの一員として活動しているが、七騎士ユーリに父親を人質にとられ、アンチの情報をユーリに流していた。後に七騎士ユーリに斬り捨てられ、父親がガルガノを思い自殺したことを知り、ユーリに攻撃をしかけるが、返り討ちにあい死亡した。ガルガノが使用していた拳銃は彼が死亡した場所の付近に残されている。
最弱ランカー ポッド
声：千葉進歩
バザルタの首都ガンドアの衛兵の1人。戦候機構に宣誓するにはランカーを倒すことが条件であり、最弱ランカーとして有名な彼を倒して宣誓する者はかなりの数になる。性格や面度見のよさから、彼を慕う者も多い。噂話をすることが好き。
皮肉な拳闘士 ベイガー
声：柿原徹也
ジグより後に宣誓したランカー。一子相伝の拳術を操りランキングを駆け上がる。自分よりもランクの低かったジグを「せんぷぁ～い」と呼び、何かと絡んでくる。奥義は高速の打撃を繰り出す「百陀虎掌」。
トサカ頭の喧嘩売り リド
声：KENN
タイロン一家のナンバー2。町に出ては誰彼構わず絡む不良だが、仲間達に対しては面倒見がよい。武器は角材。かつて、七騎士になる前のハースに絡み、タイロンを除いたタイロン一家の仲間を率いて奇襲をしかけたことがある。
ミシー
声：名塚佳織
ファズの妹でジグの幼馴染。カンタレラの伝統儀式を受け継ぐ巫女でもある。カンタレラが七騎士ユーリにより襲撃された際に誘拐され、ユーリの寵愛を受けることになるが、本人は嫌がっている。監禁された時にはユーリにセクハラ紛いに近い行為をさせられた為、彼に憎悪に近い感情を抱いていた。彼の死の間際には無表情で哀れみの言葉を向け蔑んだ。
アイリス
レンの幼馴染の女性達で構成された「レン組」の一員だが、あまりにも弱いため、ランカーにはなっていない。ジグに武術指南を受け、怪我の治療方法を身につける。レンがアンチに所属した際は、レンと共にアンチに所属した。アンチの決起集会が機構に奇襲され劣勢に陥った際、戦場にて仲間の治療にあたっているところを攻撃され、死亡した。死の間際、他のレン組の仲間にジグへの思いを伝えていた。

### 七騎士
ランキングの上位7名のランカー達。立法・司法・統治など、機構におけるあらゆる部分を彼らが司っている。腐敗が進んでおり、ロザ・センゴク以外は己の目的のために権力を振り回している。空席である7位はバルバロが監禁されている事実を知らないためロザにその空席を埋めなければと思われている。元7位のバルバロは息子に迷惑をかけないために自殺し、アンチとの戦いにて、2位のユーリ・5位のノーマが死亡した。4位のゼブリラはジグに敗北後、逃走(後にサルバトーレ宮殿で死亡）。6位のセンゴクは敗北後放浪に出た。七騎士はランキング順位は異なるが、7人全員が対等であるため、七騎士内のランキングはくじ引きで決定される（くじ引きについては一般の住民には知らされていない）。
最強に至る者 ハース
声：関智一
ランキング1位。機構最強の男。双剣を武器にする。強くなること以外に興味を示さず、七騎士の座にもあまり執着していない。七騎士ロザの提案からドネイ回廊にてイビノスの駆除を行っているため、七騎士の会議には出席していない。ランキング8位の際に大橋にてロザに才能を見出され七騎士となったが、七騎士同士の戦いは禁じられているため、自分の強さを確かめられず、苦悩している。表向きは七騎士であるが、他の七騎士と戦うためアンチに加入した。ジグに敗れたイゴリダを助け、センゴクに勝利したタイロンを気絶させ連れ去った張本人。後にジグに敗れ、自分より強い者を倒すという目的ができた。なお、イゴリダとは双剣を手に入れた際に出会い、アンチへの勧誘を受けていた。
バザルタを負う騎士 ユーリ
声：斎賀みつき
ランキング2位。フルネームはユーリ･ブラン･バザルタであり、戦侯機構を設立した王家の1つバザルタ王家の末裔である。武器はレイピア。鮮やかな青色の服を身に着けており、従順な部下達も同色の服を身に着けている。美青年であり、実力・容姿・権力を兼ね揃えているが、人格が破綻しておりその人格は邪悪そのものである。カンタレラを滅ぼした張本人であり、その際にミシーを人質にとり、ファズを配下に従える。アンチとの戦いにて、ジグに敗れ、自らの氷の槍を腹部に受け死亡した。
光弓の天秤 ロザ
声：遠藤綾
ランキング3位。使用する武器は弓矢。七騎士の中では常識人であり、機構内での立法や行政はほとんど彼女が行っている。他の七騎士の協調性の無さに嫌気がさしているなど苦労が絶えない。執務室には彼女のものと思われる日記があり、他の七騎士への愚痴が綴られている。将来に見込みのある戦士を見つけ、戦うことが趣味である。当時ランキング8位だったハースと戦い敗北したことでハースを七騎士へと導いたこともある。アンチとの戦いの際にジグに敗れるが、今までの公務の能力を買われ新七騎士に再就任した。新七騎士のイゴリダとは折りが合わない。
全てを手にした武器商人 ゼブリラ
声：銀河万丈
ランキング4位。巨大要塞戦車「ドオウ」により、この地位に上り詰めた。商人であり、世界最高と言われる財力に物を言わせて七騎士の座を得たため七騎士の地位へのこだわりはほぼ無いに等く、戦闘能力は皆無に等しい。機関銃やミサイルなどを仕込んだアタッシュケースを持ち歩いている。天文学的な予算を注ぎ込み建造したドオウでアンチを迎え撃つが、ジグにドオウを破壊され、行方不明となる。王家サルバトーレの離宮に落ち延びていたところを新七騎士ジグとロザに発見されたため、2人に攻撃を仕掛ける。ロザを追いつめたもののジグに再び戦闘を挑むが銃弾が仕込まれたアタッシュケースが暴走した末に暴発に巻き込まれて死亡してしまう。上区の武器商店はゼブリラが出資したものであり、上区には彼の名を刻んだ石碑が設置されているが、七騎士脱落後は落書きされてしまっている。言わば財産だけで機構の頂点に上り詰めた普通の老人(作中で本人も自覚している)である。
美と呪の探求者 ノーマ
声：三石琴乃
ランキング5位。機構内の書庫にはノーマの所有する本だけを収納した棚があり、魔法の地位向上にも貢献した。死の間際に短時間だけ生き延びることができ、その間に他の女性の身体に乗り移ることができる。若い女性の身体を乗っ取りながら300年以上生き続けていた。かつてはイゴリダの身体に乗り移っており、現在はケイトンという女性の身体に乗り移っている。修練という形でしばしばレンを誘い出そうとし、乗り移る機会を窺っている。アンチとの戦いにてジグに敗北し、イゴリダとレンに乗り移ろうとしたが2人に翻弄され最後には消滅した。
山崩シ之一刀 センゴク
声：小山力也
ランキング6位。山を切り崩すほどの剣術を持つ。武人としての誇りを重んじ、非常に義理堅い。七騎士の腐敗を感じており、新しい風を呼び込もうとしている。アンチとの戦いの際、ジグに勝負を挑み、敗北した。七騎士が敗北した後には、新七騎士に協力した。
最巧の銃士 バルバロ
元ランキング7位。拳銃を武器に扱う。七騎士の地位にあったが病気療養で退いたため、七騎士は彼を除いた6人で機構を統治している。七騎士ユーリによって監禁されており、息子ガルガノの邪魔にならないよう自害した。

### 新七騎士
七騎士に勝利したアンチが機構を統制することになる。ランキング1位はハースのまま（後にジグに敗れ2位となる）、ランキング2位はジグ（後にハースに勝利し1位となる）、ランキング3位はタイロン、ランキング4位はファズ、ランキング5位はレン、ランキング6位はイゴリダ、ランキング7位には機構側について敗北したロザが就任した。タイロンとレンはジグに負けていないにも拘わらず、ジグより下位だったことに納得できず、機構本部訓練場にてジグに戦いを申し込み、敗北した。

## 世界観
天仰民族カンタレラ
辺境を放浪しながら伝統に基づく生活を送る民族。かつては由緒ある王家であり、災厄を予知し、災害への対策をするため住民の協力を得て巨大な建物を建造したが、その求心力を恐れたバザルタとサルバトーレの両家に滅ぼされた。子孫達には災害を予知するための儀式が伝えられていたものの、その意味を知る者は存在しなくなっていた。機構からも特に問題視はされていなかったが、カンタレラ出身のジグが機構のランカーとなったことにより機構から認知されるようになり、アンチとみなされ滅ぼされた。
戦候機構バザルタ
通称は機構。10万人の戦士を擁し力によって世界を統治する組織。かつては、カンタレラが予知した災厄に対抗すべく組織された戦士の集団であったが、現在ではただ「強い戦士を育てること」を目的とした組織に成り下がっている。機構の名称にもなっているバザルタは創設一族の名称であり、七騎士ユーリはその末裔にあたる。設立にはバザルタ家だけでなく、サルバトーレとカンタレラも関わっていたが、カンタレラは滅ぼされ、サルバトーレもバザルタに滅ぼされた。
サルバトーレ
カンタレラ・バザルタとともに機構設立に関わった王家。その後、力だけを基準とした組織の中で、有能な戦士を輩出することができず没落する。バザルタに接収されてはいるが、その離宮等からかつての栄華を窺い知ることができる。レンはサルバトーレ家の末裔である。
ランキング
バザルタに所属する戦士達の序列を示すもの。戦士達は「ランカー」と称される。ランキングの数字は可視化され誰もが見ただけで確認できる。ランキングが上位になればなるほど、生活水準が向上し、主張も通りやすくなる。ランクを上げるには自身より上位のランカーに勝利してランクを奪うか（勝利したランカーが高位のランクを取得し、敗北したランカーは低位のランクに落ちることになる）、機構が課した修練をこなすことでランクを上げることができる。ジグが宣誓した際のランク最下位は95001位であり、後に95008位が最下位となる。
戦名
ランカー達が互いに呼び合うあだ名のようなもの。その戦士の人物像を端的に表している。
修練
バザルタがランカー達に斡旋する仕事全般を指す。また個人がランカーに依頼することもある。仕事内容はモンスター退治、貴重品の捜索、無法者の討伐から衛兵、配達等まで様々である。「重大修練」という危険な修練が告示されることがあり、その際には貴重な武器や高位ランクが報酬となる。修練は達成した者が報酬を独占できるようになっており、それを巡ったトラブルが起きることがある。なお、修練の結果の譲渡を目的とした戦いは機構により禁止されている。
アンチバザルタ
通称は「アンチ」。機構に反旗を翻す者達の総称である。機構からの制裁の対象となっており、アンチ討伐を目的とした重大修練が発表されることもある。イゴリダを中心として活動しており、機構の内部にも密かにアンチに所属している者がいる。
イビノス
異形の姿をした正体不明の生命体。非常に強力なモンスターとして、ある程度の実力のランカーから討伐修練が課される。羽虫の様な姿から砲台型･人型など姿かたちは様々である。その肉は全く食べられないことは無いが食用には向かず、食べるものはいない。数百年に一度、イビノスが大量発生し世界に危機が訪れるという「破砕の日」という現象が歴史上幾つか発生し、破砕の日によって壊滅した地域はあらゆる生命を拒絶する「絶海」に成り果てる。元々、機構はイビノス襲来に備えて設立された組織であった。

## スタッフ
- プロデューサー:松川美苗
- ディレクター:新納一哉
- シナリオ:野島一成
- 作曲:下村陽子
- キャラクターデザイン:吉川達哉
- イビノスデザイン:長澤真

## テーマソング
「Ultimate」
歌- UVERworld

## 漫画
『LAST RANKER-Be The Last One-』
漫画 - 上田悟司 構成- 敷八木風紀。『月刊少年ライバル』（講談社）にて2010年10月号から2011年11月号まで連載。単行本は全3巻。
『ラストランカー 蒼銀の鎖』
漫画 - 沙月ゆう 『電撃マ王』（アスキー・メディアワークス）にて2010年12月号から2011年8月号まで連載。

## 関連商品
音楽
「LAST RANKER」オリジナル・サウンドトラック
2010年7月28日発売 販売 - ソニー・ミュージックディストリビューション 2枚組 130分 定価3,150円

ドラマCD
ラストランカー ドラマCD 旅立ちの決意
ラストランカー ドラマCD+ノベル 炭酸水とねじねじパン